# Thalheim (Leibertingen)
Thalheim ist ein Ortsteil der Gemeinde Leibertingen im Landkreis Sigmaringen (Baden-Württemberg).

## Geographie

### Geographische Lage

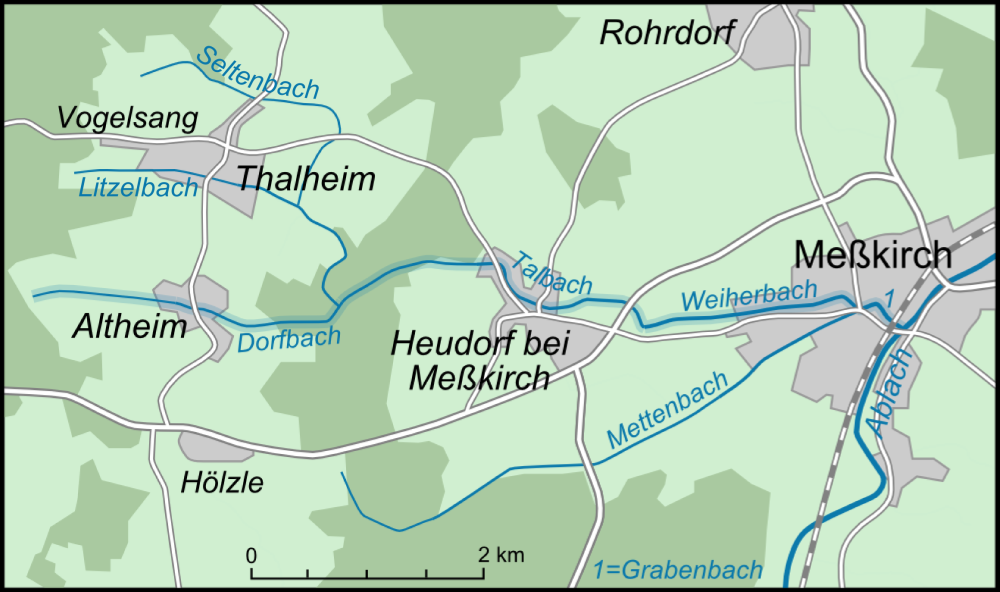
Umgebungskarte

Thalheim liegt am Rand der Mittleren Flächenalb gegen das Altmoränenland und ist Teil des Naturparks Obere Donau. Es handelt sich um ein welliges bis flachhügliges Gebiet der Albhochfläche mit einer mittleren Höhe von 720 m ü. NN. Das Dorf befindet sich rund 4,3 Kilometer südöstlich des Kernorts Leibertingen. Nordwestlich von Thalheim entspringt der Seltenbach, südwestlich von Vogelsang der Litzelbach. Erstgenannter fließt nördlich von Thalheim durch das sogenannte „Simmental“, das östlich des Ortes in einem großen Bogen nach Süden schwenkt, um schließlich mit dem Litzelbach, der durch das sogenannte „Leytach-Tal“ südlich von Vogelsang, dann durch Thalheim fließt, zusammenzutreffen. Das nach dieser Gabel gebildete enge Tal läuft im „Teufelsloch“ erst gegen Heudorf hin aus. Der Litzelbach ist ein linker Zubringer des Talbachs. Der Siedlungskern von Thalheim befindet sich auf einem langgestreckten Hügel. Im Westen der Gemarkung befindet sich der „Stierenbol“ (760 m ü. NN) im Osten der „Hornberg“ (auch Warnberg genannt; 706 m ü. NN).

### Ausdehnung des Gebiets
Die Gesamtfläche der Gemarkung Thalheim beträgt 947 Hektar (Stand: 31. Dezember 2010), wovon 378 Hektar Wald- und 503 Hektar Nutzfläche sind.

### Gliederung
Zu Thalheim gehören das Dorf Thalheim und das Gehöft Vogelsang. Die Bewohner Thalheims unterscheiden das Unter-, Mittel- und Oberdorf.

## Geschichte
In der nördlichen Gemarkung findet sich im dortigen lichten Buchenwald ein langgestreckter baumbewachsener Hügel, der sogenannte „Hennenbühl“. Bei dem flachen – die Höhe des Scheitelpunkts liegt bei rund 1,50 Meter – und rund 15 × 7 Meter große Erhebung handelt es sich wohl um ein keltisches Hügelgrab. In der Römerzeit durchzogen mehrere Römerstraßen die Gemarkung.
Die Siedlungsforschung deutet Thalheim aufgrund des Präfixes des Ortsnamens, der Topographie und des regionalen Kontextes als fränkische Wehrbauernsiedlung im alemannischen Scherragau, die etwa um das Jahr 750 gegründet wurde. Eine gesicherte urkundliche Erwähnung datiert Thalheim in das Jahr 1242. Anlass der Nennung war eine Güterschenkung/-tausch des Klosters Wald an das Kloster Reichenau.
Über die Jahre änderte sich die Ortsherrschaft: Lag sie zunächst bei den Grafen von Rohrdorf, so kam sie im 13. Jahrhundert an die Grafen von Helfenstein-Sigmaringen, von Montfort und das Haus Habsburg, im 14. Jahrhundert an das Haus Württemberg, im 15. Jahrhundert an die Grafen von Werdenberg und ab 1535 an die Grafen von Zollern als österreichischer Lehensträger. Thalheim gehörte wohl bereits ab Mitte des 13. Jahrhunderts zur Herrschaft und ab 1460 zur Grafschaft Sigmaringen.
Begütert waren in dem Ort neben den jeweiligen Inhabern der Grafschaft Sigmaringen vor allem die Klöster Salem, Wald und Beuron sowie die Herren von Magenbuch.

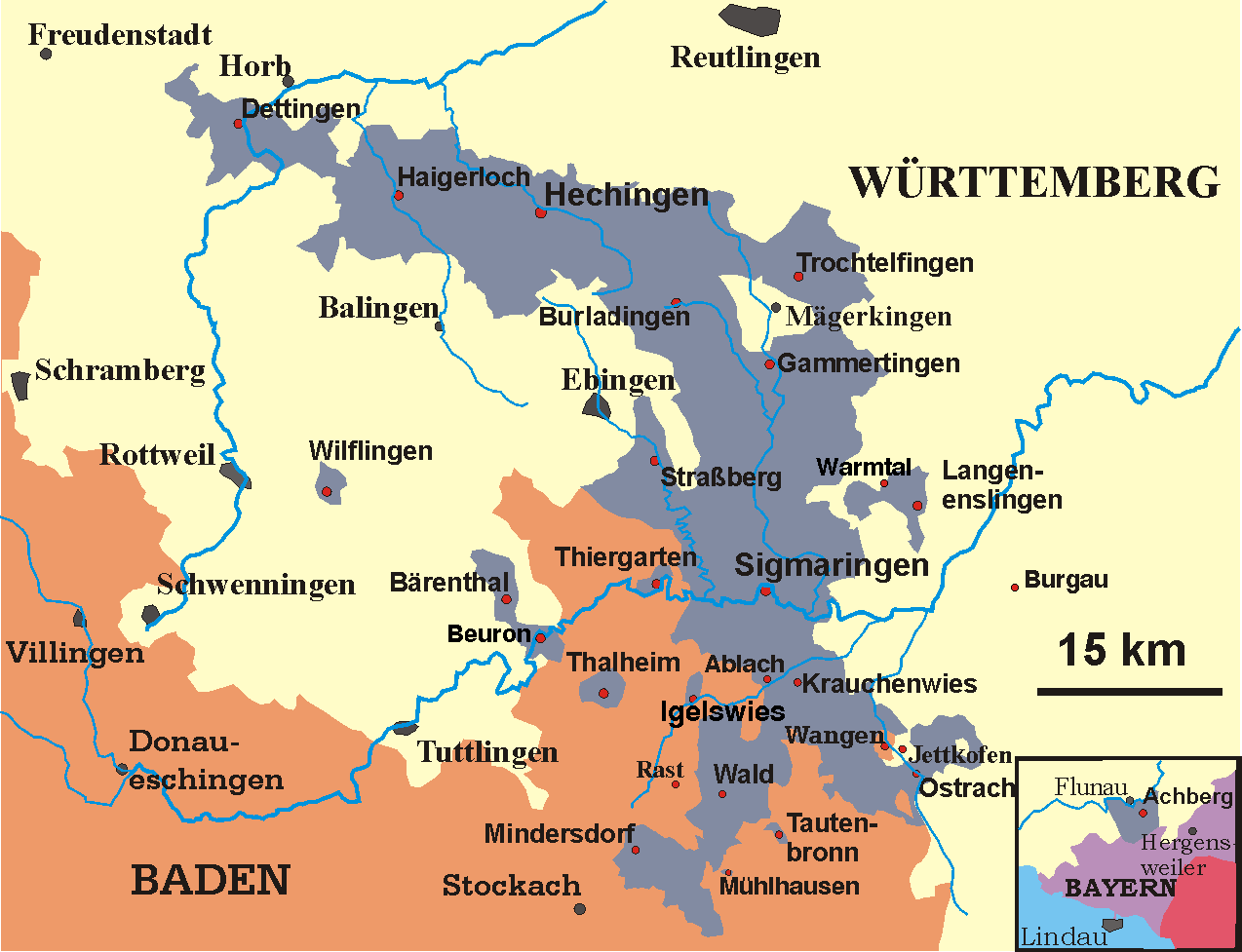
Thalheim in den Hohenzollernschen Landen

Thalheim wurde im Jahr 1535 zu einer Exklave: Zunächst inmitten zimmernschen und fürstenbergischen, ab dem Jahr 1806 badischen Territoriums. Die Exklave Thalheim gehört ab 1576 zur Grafschaft Hohenzollern-Sigmaringen, lag aber rund sechs Kilometer westlich des eigentlichen hohenzollerischen Territoriums. Nachdem die Grafen von Hohenzollern-Sigmaringen gefürstet wurden, gehörte der Ort ab 1623 zum Fürstentum Hohenzollern-Sigmaringen. In der Folge der Märzrevolution 1848 (regional: Revolution in Sigmaringen) dankte Fürst Karl Anton von Hohenzollern-Sigmaringen schließlich ab, so dass das Fürstentum 1850 als Hohenzollernsche Lande an das Königreich Preußen kam. 1871 wurde Thalheim Teil des Deutschen Reichgebiets, blieb aber weiterhin als preußische Exklave bestehen. Erst durch die Bildung des Landes Baden-Württemberg 1949 konnte dieser Zustand behoben werden, die Kreisreform Baden-Württemberg 1973 verwischte die letzten Spuren.
Als im Jahre 1805 die Lehenshoheit Österreichs über den Ort erlosch, stand Thalheim ab 1806 in der Verwaltung des hohenzollerischen Oberamts Sigmaringen. 1823 wurde der Ort dem Obervogteiamt Beuron, ab 1830 dem Oberamt Wald und schließlich 1862 wieder dem Oberamt Sigmaringen zugeteilt. Das Oberamt Sigmaringen ging 1925 in den Landkreis Sigmaringen auf.
Im Zuge der Gemeindegebietsreform in Baden-Württemberg wurde die bis dahin selbstständige Gemeinde Thalheim am 1. Januar 1975 nach Leibertingen eingemeindet.

### Einwohnerentwicklung
Zählte der Ort 1885 noch 413 Einwohner und 1925 427 Einwohner, sind es derzeit 622 (Stand: 1. Januar 2014).

## Religionen
Für das katholisch geprägte Thalheim wurde 1275 eine Kirche und Pfarrei genannt. Die selbständige Pfarrei gehörte zum Landkapitel Laiz-Sigmaringen. Ende des 15. Jahrhunderts erlebte Thalheim den Verlust der Pfarrrechte. Thalheim wurde zukünftig von einem Vikar aus Meßkirch versorgt. Im Jahre 1817 kam es Wiedereinrichtung der Pfarrei. Ab den 1970er Jahren wurde Thalheim von Kreenheinstetten aus versorgt. In Thalheim leben derzeit 592 katholische Christen.
Evangelische Christen sind nach Meßkirch eingepfarrt.

## Politik

### Ortsvorsteher
Ortsvorsteher ist derzeit Hubert Stekeler (Stand: 2018).

### Wappen
Das Wappen der ehemaligen Gemeinde Thalheim zeigt in geteiltem Schild oben in Gold ein roter Rost, unten in Rot ein stehender goldener Hirsch. Der Hirsch deutet auf die einstige Zugehörigkeit des Ortes zur Grafschaft Sigmaringen. Die obere Schildhälfte bringt die Sigmaringer Farben in Umkehrung.

### Partnerschaftliche Beziehung

„T(h)alheim“ und „Da(h)lheim“ in Mitteleuropa. Nicht alle aufgeführten Ortschaften nehmen an den regelmäßigen T(h)alheimer Treffen teil.

Thalheim unterhält über das T(h)alheimer Treffen partnerschaftliche Beziehungen zu diversen anderen Orten dieses Namens.

## Kultur und Sehenswürdigkeiten

### Kunst
- Im Ort befindet sich die private Galerie Wohlhüter.

### Bauwerke
- Die katholische Pfarrkirche St. Laurentius
- Auf dem Friedhof im Oberdorf steht noch der wuchtige, quadratische Turm der ursprünglichen Pfarrkirche aus dem 17. Jahrhundert. Der ehemals zinnengekrönte Turm dient heute als Gedenkstätte für die Gefallenen der beiden Weltkriege.
- Das ehemalige Pfarrhaus im Unterdorf, das sogenannte Jagdschlösschen, wurde etwa um das Jahr 1740 von Fürst Josef Friedrich von Hohenzollern-Sigmaringen als schlichter, zweigiebliger und verputzter Bruchsteinbau erbaut. Es diente zunächst wohl vorwiegend dem zuständigen Jagdaufseher. Später wurde es als Pfarrhaus und auch als Kindergarten verwendet. Das Gebäude befindet sich heute in Privatbesitz. Unter den neuen Eigentümern erfuhr der Bau eine grundlegende Renovierung.
- Das ehemalige Rathaus im Mitteldorf wurde 1844 erbaut.
- Der ehemalige Farrenstall wurde 1984 zum Bürgerhaus St. Wendelin umgebaut.
- Auf der Gemarkung befinden sich neun als Kleindenkmal registrierte Feldkreuze.[7]

### Regelmäßige Veranstaltungen
- Höhepunkt im jährlichen Veranstaltungskalender ist die schwäbisch-alemannischen Fasnet. Hierbei finden alte, urkundlich nicht belegte und auch kaum schriftlich erwähnt Spitz- und Necknamen Verwendung. So konnte der Name Lerchen für die Thalheimer nicht eindeutig geklärt werden. Einleuchtend ist wohl die Erklärung, wonach die Thalheimer schon immer sehr sangesfreudig waren und auch heute noch als Bewohner einer einstigen hohenzollerischen Exklave inmitten der badischen Umgebung mit Inbrunst das Hohenzollernlied singen.[8] 2011/2012 wurde bei der Köhlerzunft die Figur des Dahlemer Bürgers eingeführt. Den geschichtlichen Hintergrund bildet der Streit mit dem Fürstenhaus Hohenzollern im Jahr 1750, bei dem es um den Thalheimer Wald ging. Die damaligen „Dahlemer“ Bürger konnten mit Erfolg den Waldbesitz erhalten.[9]
- Am Wendelinifest wird dem Dorfheiligen von Thalheim, dem Heiligen Wendelin, der Schutzpatron für Vieh und Landwirtschaft, gedacht. Das Fest hat seinen Ursprung im Jahre 1780, als Thalheim von einer Viehseuche bedroht wurde. Nach mit einem Gelübde verbundenen Fürbitten an den Heiligen Wendelin, dem vom Königssohn zum Viehhirten und Abt gewandelten Patron der Bauern, wurden die Thalheimer von der Viehseuche befreit. Seither wird in Thalheim jährlich am 20. Oktober, den Gedenktag des Heiligen, das Wendelinifest gefeiert. Er ist inzwischen zum Dorffeiertag geworden.

## Wirtschaft und Infrastruktur
In Thalheim befindet sich eine Kläranlage.

### Bildung
Thalheim verfügt mit dem Kinderhaus Wunderfitz über einen Kindergarten in öffentlicher Trägerschaft der Gemeinde Leibertingen. Er wird von Kindern aus Altheim und Thalheim besucht.